# Bethausen
Bethausen là một xã thuộc hạt Timiș, România. Dân số thời điểm năm 2002 là 3044 người.